# Le Plessis-Pâté
Pour les articles homonymes, voir Le Plessis.
Le Plessis-Pâté (prononcé [lǝ plesi pɑt̪e] ) est une commune française située à vingt-huit kilomètres au sud de Paris dans le département de l'Essonne en région Île-de-France.
Ses habitants sont appelés les Plesséiens.

## Géographie

### Situation
| Type d’occupation           | Pourcentage | Superficie (en hectares) |
| --------------------------- | ----------- | ------------------------ |
| Espace urbain construit     | 32,5 %      | 246,81                   |
| Espace urbain non construit | 3,1 %       | 23,36                    |
| Espace rural                | 64,4 %      | 489,69                   |
| Source : Iaurif             |             |                          |

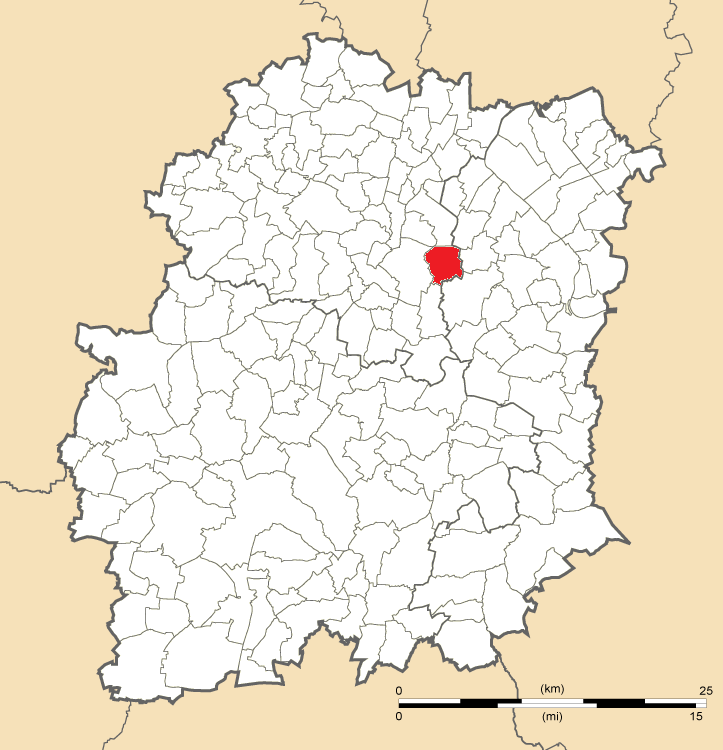
Position du Plessis-Pâté en Essonne.

Le Plessis-Pâté est situé à vingt-huit kilomètres au sud de Paris-Notre-Dame, point zéro des routes de France, neuf kilomètres au sud-ouest d'Évry, treize kilomètres au sud-est de Palaiseau, cinq kilomètres au sud-est de Montlhéry, six kilomètres au nord-est d'Arpajon, onze kilomètres à l'est de Corbeil-Essonnes, quatorze kilomètres au nord-ouest de La Ferté-Alais, vingt-quatre kilomètres au nord-est d'Étampes, vingt-cinq kilomètres au nord-est de Dourdan, vingt-six kilomètres au nord-ouest de Milly-la-Forêt.

### Hydrographie
La commune n'est traversée par aucun cours d'eau permanant ou temporaire.

### Relief et géologie
La commune a une topographie assez plate, comprise entre 76 m et 83 m d'altitude.

### Climat
Pour des articles plus généraux, voir Climat de l'Île-de-France et Climat de l'Essonne.
En 2010, le climat de la commune est de type climat océanique dégradé des plaines du Centre et du Nord, selon une étude du CNRS s'appuyant sur une série de données couvrant la période 1971-2000. En 2020, Météo-France publie une typologie des climats de la France métropolitaine dans laquelle la commune est exposée à un climat océanique altéré et est dans la région climatique Sud-ouest du bassin Parisien, caractérisée par une faible pluviométrie, notamment au printemps (120 à 150 mm) et un hiver froid (3,5 °C). 
Pour la période 1971-2000, la température annuelle moyenne est de 11,3 °C, avec une amplitude thermique annuelle de 15,5 °C. Le cumul annuel moyen de précipitations est de 640 mm, avec 10,7 jours de précipitations en janvier et 7,7 jours en juillet. Pour la période 1991-2020, la température moyenne annuelle observée sur la station météorologique la plus proche, située sur la commune de Brétigny-sur-Orge à 2 km à vol d'oiseau, est de 11,9 °C et le cumul annuel moyen de précipitations est de 628,9 mm,. Pour l'avenir, les paramètres climatiques de la commune estimés pour 2050 selon différents scénarios d'émission de gaz à effet de serre sont consultables sur un site dédié publié par Météo-France en novembre 2022.
| Mois                                  | jan.           | fév.           | mars            | avril         | mai             | juin           | jui.           | août           | sep.           | oct.            | nov.            | déc.             | année      |
| ------------------------------------- | -------------- | -------------- | --------------- | ------------- | --------------- | -------------- | -------------- | -------------- | -------------- | --------------- | --------------- | ---------------- | ---------- |
| Température minimale moyenne (°C)     | 1,7            | 1,5            | 3,6             | 5,7           | 9,2             | 12,5           | 14,4           | 14,1           | 11             | 8,2             | 4,5             | 2,2              | 7,4        |
| Température moyenne (°C)              | 4,5            | 5              | 8,1             | 10,9          | 14,5            | 17,9           | 20,2           | 20             | 16,4           | 12,4            | 7,7             | 4,9              | 11,9       |
| Température maximale moyenne (°C)     | 7,2            | 8,5            | 12,6            | 16,2          | 19,8            | 23,4           | 26             | 25,9           | 21,8           | 16,6            | 10,9            | 7,6              | 16,4       |
| Record de froid (°C) date du record   | −20,6 08.01.10 | −17 23.02.1963 | −10,7 13.03.13  | −4,7 11.04.03 | −1,9 07.05.1957 | 1,4 05.06.1991 | 3,8 01.07.1960 | 3,7 28.08.1974 | 0,2 17.09.1971 | −4,5 29.10.1985 | −9,6 24.11.1998 | −16,4 29.12.1964 | −20,6 2010 |
| Record de chaleur (°C) date du record | 15,8 27.01.03  | 20,2 27.02.19  | 25,3 25.03.1955 | 29,4 20.04.18 | 32 28.05.17     | 37,3 18.06.22  | 42 25.07.19    | 39,7 06.08.03  | 35,4 08.09.23  | 30,3 01.10.1985 | 22,1 07.11.15   | 16,8 17.12.15    | 42 2019    |
| Précipitations (mm)                   | 48,2           | 44,9           | 45              | 44,6          | 61,4            | 55,6           | 53,1           | 57,7           | 48,6           | 52,6            | 54,5            | 62,7             | 628,9      |

### Voies de communication et transports
La gare la plus proche se situe à Brétigny-sur-Orge (RER C). Les lignes de bus 227-01 et 227-03 permettent de s'y rendre.
Le réseau de bus Cœur d'Essonne dessert la commune : 
- La ligne 227.01 va du Centre Commercial Maison Neuve à la Zone Industrielle du Parc via la Gare de Brétigny et Saint-Michel-sur-Orge.
- La ligne 227.03 est une ligne circulaire en direction de la gare de Brétigny desservant tous les quartiers du Plessis-Pâté.
- La ligne 105 va de Brétigny-sur-Orge à Eurocontrol.
- La ligne de bus 91.04 permet de se rendre à Arpajon, Saint-Germain-lès-Arpajon, Brétigny-sur-Orge, Sainte-Geneviève-des-Bois (la croix blanche), Courcouronnes et Évry.

La ligne de bus 414 du réseau de bus Évry Centre Essonne dessert la gare d'Évry-Courcouronnes à Eurocontrol.

### Lieux-dits, écarts et quartiers
Le Clos Beauchamp, le Clos Melines, les Charmilles, le Bosquet, les Tourelles, la Roseraie, le Pré de la Noue, European Homes, le Hameau du Plessis, la Rogère, les Castors, les Charcoix, la Pouletterie, le Village.

### Activités majeures
La commune est occupée, dans sa partie sud, par les terrains de l'ancienne base aérienne militaire BA217, qui fait l'objet d'un projet d'aménagement global. La FFCV Fédération Française de Char à Voile est installée au Plessis-Pâté sur l'ancienne BA217. Le Plessis-Pâté a accueilli deux éditions du Download Festival en 2017 et 2018 sur le site de l'ancienne base aérienne 217. Linkin Park, System of a Down, Guns N' Roses ont chanté au Plessis-Pâté.
L'organisation internationale Eurocontrol (dont le siège est à Bruxelles) y possède son pôle d'innovation.
Le Plessis-Pâté accueille des tournages de films comme l'Empereur de Paris, Eiffel, Astérix et Obélix : L'Empire du milieu, J'accuse de Roman Polanski et clips de musique comme PNL, Gims, Lomepal, Nekfeu.
Les buns de Burger King en France sont fabriqués au Plessis-Pâté par le Grupo Bimbo.
Depuis 2022, le site de la base dans sa partie plesséienne accueille la Fête de l'Humanité.

## Urbanisme

### Typologie
Au 1er janvier 2024, Le Plessis-Pâté est catégorisée grand centre urbain, selon la nouvelle grille communale de densité à sept niveaux définie par l'Insee en 2022.
Elle appartient à l'unité urbaine de Paris, une agglomération inter-départementale regroupant 407  communes, dont elle est une commune de la banlieue,,. Par ailleurs la commune fait partie de l'aire d'attraction de Paris, dont elle est une commune du pôle principal,. Cette aire regroupe 1 929 communes,.

## Toponymie
Le village s'est successivement appelé Pleissis en 1136, Plesseium Pate en 1269, appelé de 1218 à 1677 Le Plessis Pasté, de 1677 à 1709 Plessis d’Argouges, de 1709 à 1789 Plessis-Sebbeville, depuis la Révolution Le Plessis-Pâté.
L'origine du nom du lieu a deux provenances, Plessis vient du mot latin Plectere qui signifie enlacer et qui a donné ples, des haies de branchages entrelacés. Pâté vient du nom du seigneur Guillaume Pasté, transformé du vieux français.
En 1793, la commune fut créée sous le nom de Plessis Pâté, l'orthographe actuelle fut introduite dans le Bulletin des lois de 1801.

## Histoire
Le village fut fondé au XIIIe siècle, en 1218, par Guillaume Pasté, seigneur du Plessis sous Philippe Auguste et fils de Ferric Pasté, maréchal de France.
Ce hameau se composait du château ainsi que d’une ferme puis le village s’est réellement construit dans le quartier qu’on appelle aujourd’hui le "Vieux Plessis".
La route de Liers était à l’époque la rue principale.

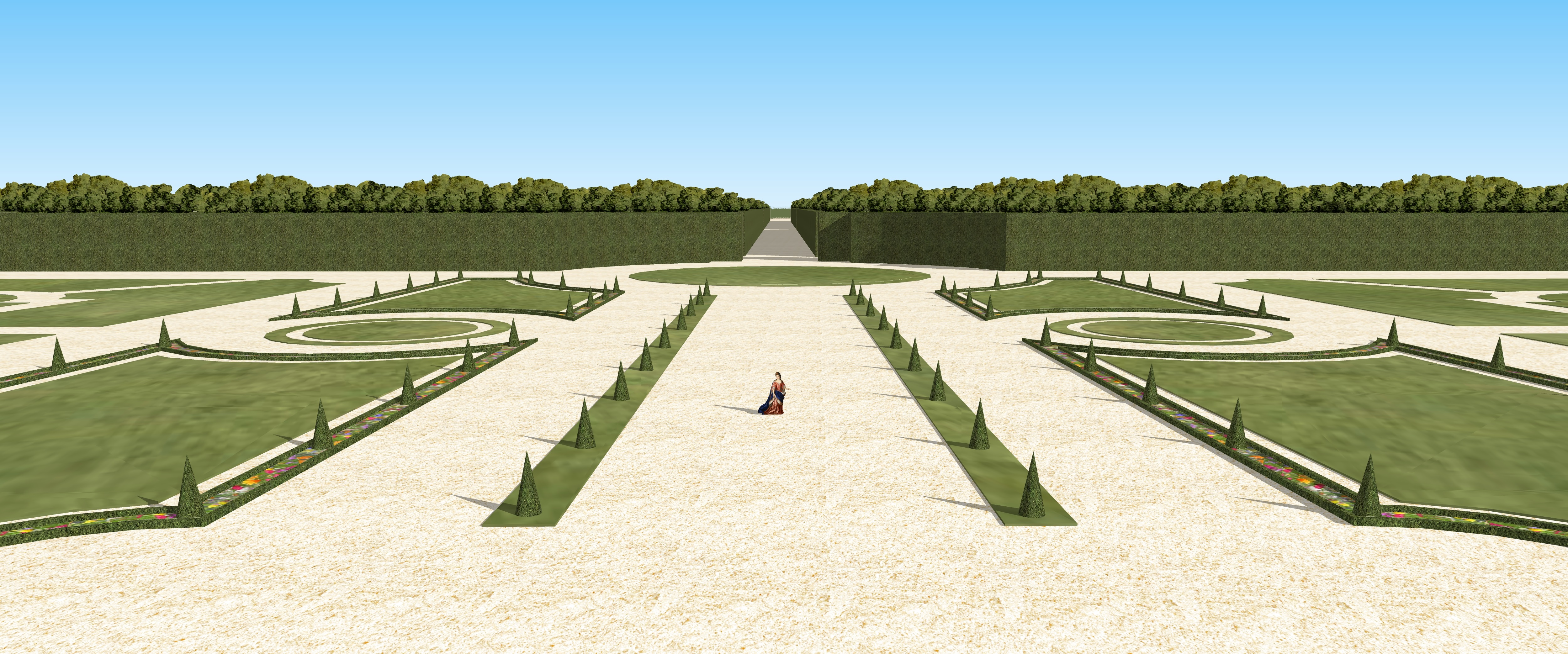
Schéma du parterre du château du Plessis d'Argouges, XVIIIe siècle.

Le nom de Paté fut remplacé successivement jusqu'à la Révolution par ceux d'Argouges et de Sebbeville, lorsque la seigneurie passa avec les terres à ces familles. Le château fut reconstruit au XVIIe siècle par le baron du Plessis-Paté, chevalier de Laigue, qui fit dessiner un parc : Le Nôtre fournit le dessin du labyrinthe qui en était le principal ornement. La Fontaine y fut reçu à cette époque.
Après la Révolution, et plus particulièrement dans la seconde moitié du XIXe siècle, le village va réellement se constituer en commune avec la construction d’une mairie, d’une école… Peu de documents ou d’événements significatifs reflètent la période qui s’étend de la Révolution à la Seconde Guerre mondiale. En 1937, l’aménagement du terrain d’aviation vit le jour. En 1940/41, l'aménagement de la piste par les Allemands provoqua la destruction de la ferme de la Justice et du hameau de Charcoix.
En juin 1940, le Plessis-Pâté essuya des tirs d'artillerie. À la suite des bombardements de l'aviation alliée, de nombreux Plesséiens quittèrent le village occupé par l'envahisseur. Du terrain d'aviation, partirent des escadrilles qui bombardaient l'Angleterre. Jusqu'à la fin de la guerre, le danger se fit de plus en plus présent, poussant une nouvelle fois les habitants au départ. Face à l’avancée des troupes de libération, les Allemands, sur le point de partir, dynamitèrent le château des Bordes. Le village sera libéré en 1944.
Dans les années 1960, le Plessis-Pâté vit sa population s'accroître grâce à la création de divers hameaux.
En 1979, la construction du centre commercial des Arcades du clos permit l'implantation de certains commerces. De plus, les différentes zones industrielles implantées sur le territoire de la commune favorisent son développement. Le jeudi 4 décembre 1997, lors de l'importante campagne de travaux de restauration de l'église, une sépulture fut découverte dans le bras sud du transept.

## Population et société

### Démographie

#### Évolution démographique
L'évolution du nombre d'habitants est connue à travers les recensements de la population effectués dans la commune depuis 1793. Pour les communes de moins de 10 000 habitants, une enquête de recensement portant sur toute la population est réalisée tous les cinq ans, les populations de référence des années intermédiaires étant quant à elles estimées par interpolation ou extrapolation. Pour la commune, le premier recensement exhaustif entrant dans le cadre du nouveau dispositif a été réalisé en 2004.

En 2022, la commune comptait 4 107 habitants, en évolution de +0,59 % par rapport à 2016 (Essonne : +2,89 %, France hors Mayotte : +2,11 %).
| 1793 | 1800 | 1806 | 1821 | 1831 | 1836 | 1841 | 1846 | 1851 |
| ---- | ---- | ---- | ---- | ---- | ---- | ---- | ---- | ---- |
| 280  | 279  | 268  | 234  | 257  | 237  | 232  | 217  | 227  |

| 1856 | 1861 | 1866 | 1872 | 1876 | 1881 | 1886 | 1891 | 1896 |
| ---- | ---- | ---- | ---- | ---- | ---- | ---- | ---- | ---- |
| 234  | 248  | 278  | 280  | 271  | 269  | 274  | 280  | 301  |

| 1901 | 1906 | 1911 | 1921 | 1926 | 1931 | 1936 | 1946 | 1954 |
| ---- | ---- | ---- | ---- | ---- | ---- | ---- | ---- | ---- |
| 273  | 274  | 273  | 282  | 333  | 322  | 402  | 320  | 396  |

| 1962 | 1968 | 1975  | 1982  | 1990  | 1999  | 2004  | 2006  | 2009  |
| ---- | ---- | ----- | ----- | ----- | ----- | ----- | ----- | ----- |
| 467  | 622  | 1 249 | 2 719 | 2 798 | 2 926 | 3 823 | 3 886 | 4 018 |

| 2014  | 2019  | 2022  | - | - | - | - | - | - |
| ----- | ----- | ----- | - | - | - | - | - | - |
| 3 958 | 4 140 | 4 107 | - | - | - | - | - | - |

En juillet 2008 est publié le livre blanc de la défense, il acte la fermeture de la BA217. En 2012, la Base est officiellement fermée. La commune perd 10% de sa population avec le départ des militaires en caserne. 

#### Pyramide des âges
En 2018, le taux de personnes d'un âge inférieur à 30 ans s'élève à 38,5 %, soit en dessous de la moyenne départementale (39,9 %). À l'inverse, le taux de personnes d'âge supérieur à 60 ans est de 21,1 % la même année, alors qu'il est de 20,1 % au niveau départemental.
En 2018, la commune comptait 2 054 hommes pour 2 067 femmes, soit un taux de 50,16 % de femmes, légèrement inférieur au taux départemental (51,02 %).
Les pyramides des âges de la commune et du département s'établissent comme suit.
| Hommes | Classe d’âge | Femmes |
| ------ | ------------ | ------ |
| 0,1    | 90 ou +      | 0,3    |
| 5,7    | 75-89 ans    | 6,7    |
| 13,6   | 60-74 ans    | 15,8   |
| 20,5   | 45-59 ans    | 20,1   |
| 18,9   | 30-44 ans    | 21,1   |
| 20,1   | 15-29 ans    | 16,4   |
| 21,0   | 0-14 ans     | 19,6   |

| Hommes | Classe d’âge | Femmes |
| ------ | ------------ | ------ |
| 0,5    | 90 ou +      | 1,4    |
| 5,4    | 75-89 ans    | 7,2    |
| 12,9   | 60-74 ans    | 13,9   |
| 20     | 45-59 ans    | 19,4   |
| 19,9   | 30-44 ans    | 20,1   |
| 20     | 15-29 ans    | 18,2   |
| 21,3   | 0-14 ans     | 19,8   |

## Politique et administration

### Politique locale
La commune du Plessis-Pâté est rattachée au canton de Ris-Orangis, représenté par les conseillers départementaux Tiphaine Valdeyron (PC) et Stéphane Raffalli (PS), à l'arrondissement de Palaiseau et à la troisième circonscription de l'Essonne, représentée par la député  Alexis Izard (LREM).
L'Insee attribue à la commune le code 91 3 04 494. La commune du Plessis-Pâté est enregistrée au répertoire des entreprises sous le code SIREN 219 104 940. Son activité est enregistrée sous le code APE 8411Z.

### Liste des maires
| Période                                  | Période                   | Identité             | Étiquette | Qualité |
| ---------------------------------------- | ------------------------- | -------------------- | --------- | --- |
| XIXe siècle                              | ?                         | Georges L'Hopital    |           | Haut fonctionnaire |
| Les données manquantes sont à compléter. |                           |                      |           | |
| mars 1959                                | mars 1989                 | Gilbert Fergant      |           | |
| mars 1989                                | juin 1995                 | François Lechevalier | UDF-PR    | |
| juin 1995                                | mars 2001                 | Christian Blanc      | DVD       | |
| mars 2001                                | mars 2008                 | Jean Miné            | DVD       | Maire honoraire |
| mars 2008                                | En cours (au 23 mai 2020) | Sylvain Tanguy       | PS        | Fonctionnaire, président de la SPL Air 217 8e vice-président de Cœur d'Essonne Agglomération (2016 → 2020) 12e vice-président de Cœur d'Essonne Agglomération (2020 → ) Réélu en 2014 et 2020 |
| Les données manquantes sont à compléter. |                           |                      |           | |

### Tendances et résultats politiques
Élections présidentielles, résultats des deuxièmes tours :
- Élection présidentielle de 2002 : 86,34 % Jacques Chirac (RPR), 13,66 % pour Jean-Marie Le Pen (FN), 85,01 % de participation[37].
- Élection présidentielle de 2007 : 55,50 % pour Nicolas Sarkozy (UMP), 44,50 % pour Ségolène Royal (PS), 88,98 % de participation[38].
- Élection présidentielle de 2012 : 53,45 % pour Nicolas Sarkozy (UMP), 46,55 % pour François Hollande (PS), 85,13 % de participation[39].

Élections législatives, résultats des deuxièmes tours :
- Élections législatives de 2002 : 55,72 % pour Geneviève Colot (UMP), 44,28 % pour Yves Tavernier (PS), 65,33 % de participation[40].
- Élections législatives de 2007 : 56,03 % pour Geneviève Colot (UMP), 43,97 % pour Brigitte Zins (PS), 62,75 % de participation[41].
- Élections législatives de 2012 : 50,09 % pour Geneviève Colot (UMP), 49,91 % pour Michel Pouzol (PS), 61,86 % de participation[42].

Élections européennes, résultats des deux meilleurs scores :
- Élections européennes de 2004 : 27,74 % pour Harlem Désir (PS), 14,29 % pour Patrick Gaubert (UMP), 47,61 % de participation[43].
- Élections européennes de 2009 : 28,43 % pour Michel Barnier (UMP), 20,39 % pour Daniel Cohn-Bendit (Les Verts), 46,76 % de participation[44].

Élections régionales, résultats des deux meilleurs scores :
- Élections régionales de 2004 : 51,56 % pour Jean-Paul Huchon (PS), 38,07 % pour Jean-François Copé (UMP), 70,85 % de participation[45].
- Élections régionales de 2010 : 56,23 % pour Jean-Paul Huchon (PS), 43,77 % pour Valérie Pécresse (UMP), 55,41 % de participation[46].

Élections cantonales, résultats des deuxièmes tours :
- Élections cantonales de 2001 : données manquantes.
- Élections cantonales de 2008 : 56,65 % pour Michaël Christophe (UMP), 43,35 % pour Michel Pouzol (PS), 63,13 % de participation[47].

Élections municipales, résultats des deuxièmes tours :
- Élections municipales de 2001 : données manquantes.
- Élections municipales de 2008 : 50,74 % pour Sylvain Tanguy (DVG), 49,26 % pour Gilbert Paris (DVD), 67,87 % de participation[48].
- Élections municipales de 2014 : 62,17 % pour Sylvain Tanguy (PS), 37,82 % pour Mickaël Christophe (UMP), 70,59 % de participation[49].
- Élections municipales de 2020 : 100 % pour Sylvain TANGUY (DVG), 37,68% de participation.

Référendums :
- Référendum de 2000 relatif au quinquennat présidentiel : 77,65 % pour le Oui, 22,35 % pour le Non, 38,03 % de participation[50].
- Référendum de 2005 relatif au traité établissant une Constitution pour l'Europe : 51,61 % pour le Oui, 48,39 % pour le Non, 76,47 % de participation[51].

### Enseignement
Les élèves du Plessis-Pâté sont rattachés à l'académie de Versailles. La commune dispose de l'école maternelle du Parc et de l'école élémentaire Léon Blum.

### Santé
Un cabinet dentaire et deux médecins généralistes, un cabinet d'infirmières, un podologue, un ophtalmologiste sont installés sur la commune du Plessis-Pâté.

### Services publics
La commune dispose sur son territoire d'une agence postale.

### Jumelages
La commune n'a développé aucune association de jumelage.

## Vie quotidienne au Plessis-Pâté

### Culture
La commune de Plessis-Pâté propose plusieurs activités culturelles par le biais de :
- son École de musique et de danse Michel Legrand inaugurée par lui-même le 21 juin 2014,
- sa médiathèque Alexandre-Dumas
- et par l’intermédiaire de nombreuses associations culturelles : L’excuse Plesséienne, comité des fêtes, Art et Théâtre, Art et Création, École de la voix.

### Espaces verts
La commune de Plessis-Pâté dispose d'un parc avec des jeux pour enfants de 3 à 12 ans, un terrain de pétanque et de vastes pelouses pour le jeu.

### Sports
Le Plessis-Pâté propose une politique sportive dynamique animée par une quinzaine d’associations sportives dans de nombreux équipements au sein du complexe sportif Le Colombier.
- Associations :

(Entente Sportive Plessis-Pâté) football,
tennis,
Plessis volley,
gymnastique volontaire,
Envolée Gymnique du Plessis-Pâté,
Plessis Rando,
Vélo Club du Plessis-Pâté (VCPP),
pétanque,
tennis de table,
taekwondo,
Plessis badminton,
La Vague (Hatta yoga),
Condition physique et musculation,
Free Style, Les Petits Sportifs du Plessis-Pâté.

### Lieux de culte

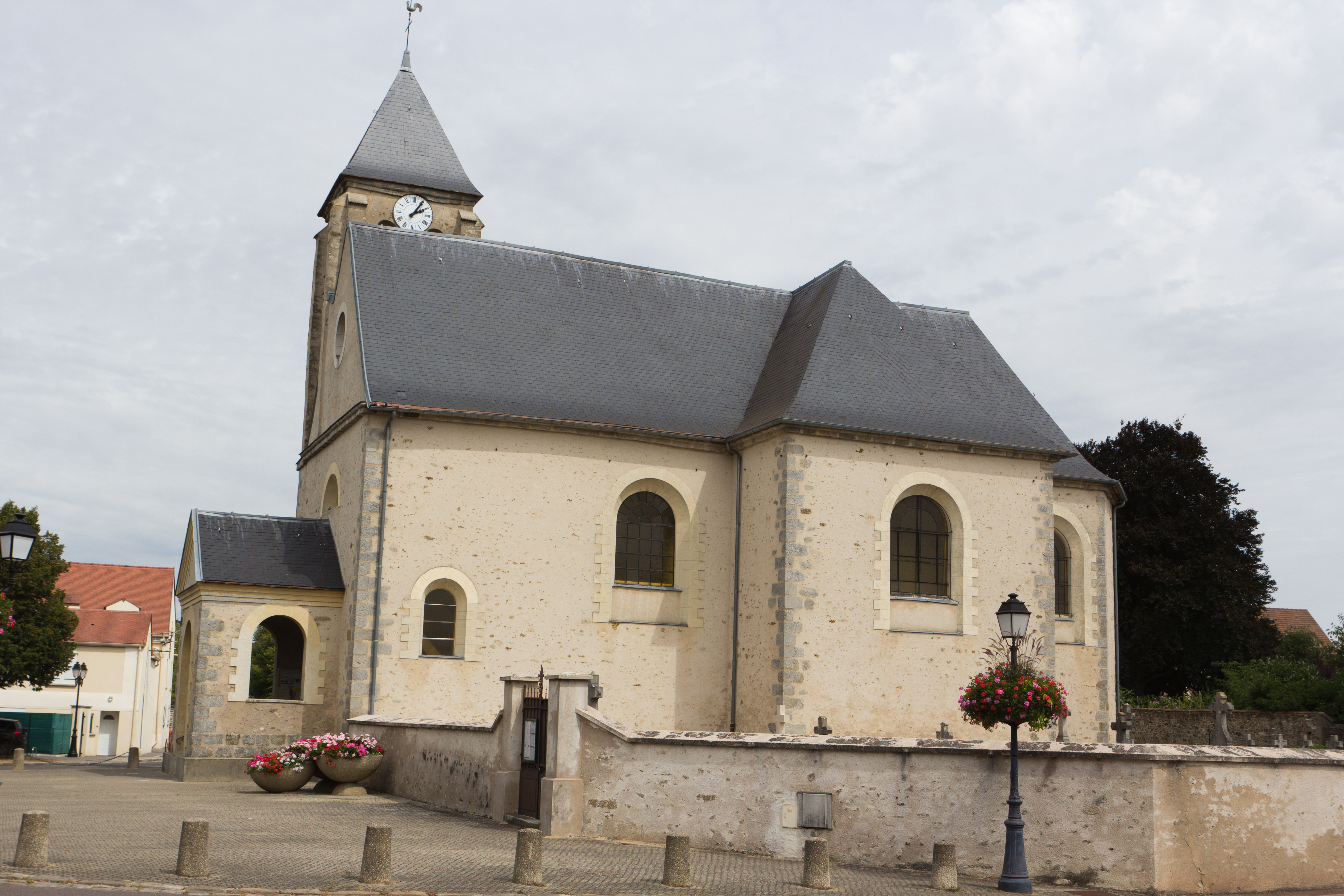
L'église Notre-Dame-des-Victoires.

La paroisse catholique du Plessis-Pâté est rattachée au secteur pastoral de Brétigny et au diocèse d'Évry-Corbeil-Essonnes. Elle dispose de l'église Notre-Dame-des-Victoires.
Le 16 avril 2023 est inauguré deux vitraux dans le chœur de l'église réalisés par l'atelier Loire Chartres et financés par l'association des amis des vitraux de l'église Notre-Dame-des-Victoires. La façade gauche est consacrée à l'Ancien Testament avec Adam et Eve chassés du Paradis et la façade droite, le Nouveau Testament avec l'Annonciation. 

### Médias
L'hebdomadaire Le Républicain relate les informations locales. La commune est en outre dans le bassin d'émission des chaînes de télévision France 3 Paris Île-de-France Centre, IDF1 et Téléssonne intégré à Télif.

## Économie
La majeure partie de la base aérienne dite de Brétigny sur Orge s'étend sur le territoire du Plessis-Pâté. C'est sur ce territoire qu'est situé le centre expérimental Eurocontrol (CEE), organisation internationale regroupant 41 pays.

### Emplois, revenus et niveau de vie
En 2006, le revenu fiscal médian par ménage était de 25 191 €, ce qui plaçait la commune au 394e rang parmi les 30 687 communes de plus de cinquante ménages que compte le pays et au trente-septième rang départemental.
| Répartition des emplois par catégories socioprofessionnelles en 2006. |              |                                           |                                                   |                            |                          |                           |
|                                                                       | Agriculteurs | Artisans, commerçants, chefs d’entreprise | Cadres et professions intellectuelles supérieures | Professions intermédiaires | Employés                 | Ouvriers                  |
| Le Plessis-Pâté                                                       | 0,2 %        | 4,6 %                                     | 17,9 %                                            | 23,5 %                     | 21,5 %                   | 32,4 %                    |
| Zone d’emploi d’Orly                                                  | 0,1 %        | 4,6 %                                     | 15,2 %                                            | 27,8 %                     | 30,3 %                   | 22,1 %                    |
| Moyenne nationale                                                     | 2,2 %        | 6,0 %                                     | 15,4 %                                            | 24,6 %                     | 28,7 %                   | 23,2 %                    |
| Répartition des emplois par secteurs d’activités en 2006.             |              |                                           |                                                   |                            |                          |                           |
|                                                                       | Agriculture  | Industrie                                 | Construction                                      | Commerce                   | Services aux entreprises | Services aux particuliers |
| Le Plessis-Pâté                                                       | 2,5 %        | 21,4 %                                    | 8,7 %                                             | 18,0 %                     | 7,3 %                    | 5,6 %                     |
| Zone d’emploi d’Orly                                                  | 0,5 %        | 8,1 %                                     | 7,2 %                                             | 15,0 %                     | 14,3 %                   | 6,3 %                     |
| Moyenne nationale                                                     | 3,5 %        | 15,2 %                                    | 6,4 %                                             | 13,3 %                     | 13,3 %                   | 7,6 %                     |
| Sources : Insee,                                                      |              |                                           |                                                   |                            |                          |                           |

## Culture locale et patrimoine

### Patrimoine environnemental
Le bois au sud-est du territoire a été recensé au titre des espaces naturels sensibles par le conseil général de l'Essonne.

### Patrimoine architectural
- Église Notre-Dame-des-Victoires

Architecture bois : Centre de loisirs conçu par Sinikka Ropponen, architecte, Atelier Brunel Paris

### Personnalités liées à la commune
Différents personnages publics sont nés, décédés ou ont vécu à Le Plessis-Pâté :
- Achille Libéral Treilhard (1785-1855), juriste y est mort.
- Georges L'Hopital (1825-1892), homme politique y est mort.
- Gaëtan Dussausaye (1994-), homme politique, y a grandi[61].

### Héraldique et logotype

Logo

| Blason de Le Plessis-Pâté | Blason  | Parti : au premier de sinople à l'épi de blé d'or, au second d'azur à la fleur de lys d'or ; le tout sommé d'un chef de gueules chargé d'un oiseau d'argent volant de front, surmonté d'une étoile du même. |
| Blason de Le Plessis-Pâté | Détails | L'écu présente une face orientée : ce qui est en tête (chef) est plus important que ce qui est en pointe, de même, ce qui est en dextre (gauche) est plus important que ce qui est en senestre (droite), le cour prime les flancs. La symbolique très riche, comprend des figures naturelles (astre, animaux, végétaux), artificielles et imaginaires. Elles sont empruntées aux diverses techniques, ainsi qu'aux bestiaires fabuleux. |